# Dizelska lokomotiva
Dizelska lokomotiva, vrsta vučnog željezničkog vozila. Sam razvoj ove vrste lokomotive započeo je nakon što je Rudolf Diesel patentirao Dieselov motor, a prva dizelska lokomotiva konstruirana je u Velikoj Britaniji.
Zbog nepovoljne brzinske značajke Dieselova motora za direktni pogon lokomotiva u lokomotive se ugrađuju prijenosnici snage koji snagu motora prenose na kotače i na taj način smanjuju nepovoljnu brzinsku značajku Dieselova motora. Uloga prijenosnika snage kod lokomotiva je da prilagode brzinsku značajku Dieselova motora što bliže idealnoj brzinskoj značajki, osiguraju prijenos snage pri promjeni brzine vožnje, smjeru kretanja i zaustavljanja. 

## Osnovna podjela
U osnovi dizelske lokomotive razlikujemo prema prijenosniku snage:
- dizelsko-mehaničke lokomotive

za prijenos snage motora na kotače koriste mehaničke prijenosnike snage (snaga se prenosi preko motora, glavne spojke, mjenjača, kardanskih vratila i osovinskog prijenosa na kotače)
- dizelsko-električne lokomotive

za prijenos snage motora na kotače koriste električne prijenosnike snage (snaga motora se prenosi na generator električne struje koji napaja elektromotore na pogonskim kotačima - kolnim slogovima)
- dizelsko-hidraulične lokomotive

za prijenos snage motora na kotače koriste hidraulične prijenosnike snage (snaga motora se prenosi preko kardanskog vratila na hidrodinamički mjenjač, a od njega preko kardanskih vratila i glavnih prijenosnika na pogonske kotače - kolne slogove)

## Prednosti i nedostatci
Kada se govori o prednosti dizelske lokomotive u pravilu se ona uspoređuje s parnom lokomotivom:
- veća ukupna korisnost (25 - 35 %)
- veći radijus kretanja (od 800 - 2500 km)
- kratko vrijeme potrebno za puštanje lokomotive u rad (oko 15 minuta) i završetak rada
- minimalna potrošnja vode (koristi se za hlađenje motora)
- mogućnost upravljanja s više povezanih lokomotiva s jednog mjesta (iz jedne lokomotive)
- troškovi održavanja su za 2 puta manji nego kod parne lokomotive

Najveći nedostatak dizelske lokomotive je potrebna ugradnja prijenosnika snage (zbog nepovoljne brzinske značajke Dieselova motora), zbog kojeg je izrada same lokomotive složenija, a u isto vrijeme ona je teža i skuplja.